# 2000 AZ234
2000 AZ234 är en asteroid i huvudbältet som upptäcktes den 5 januari 2000 av LINEAR i Socorro County, New Mexico.
Asteroiden har en diameter på ungefär 10 kilometer.